# Иван Калпакчи Радев
Иван Калпакчи Радев е български хайдутин от XVIII век. Роден е в Стара Загора, а от 1772 става монах в Рилския манастир под името Игнатий. С негови средства са построени постница и параклис „Свети Лука“, където е запазен ктиторския му портрет от 1799.